# なごや地下鉄ガイド
『なごや地下鉄ガイド』（なごやちかてつガイド）は、かつて日刊工業新聞社名古屋支社が発行したフリーペーパー。「市バス・地下鉄特得情報紙」として名古屋市営地下鉄の乗降客に、名古屋及びその近郊の情報を発信している。1996年1月1日創刊。
年4回発行の季刊紙で、3、6、9、12月の上旬に発行し、名古屋市営地下鉄全駅の改札口付近にあるインフォメーションBOXにて無料配布している。
2012年3月号（Vol.66）をもって休刊になった。